# Human Molecular Genetics
Human Molecular Genetics, abgekürzt Hum. Mol. Genet., ist eine wissenschaftliche Zeitschrift, die vom Verlag Oxford University Press veröffentlicht wird. Die erste Ausgabe erschien im April 1992. Derzeit werden 26 Ausgaben im Jahr veröffentlicht.
Die Zeitschrift veröffentlicht Forschungsartikel aus allen Bereichen der humanen molekularen Genetik, insbesondere folgende Themen werden berücksichtigt:
- Molekulare Grundlagen von menschlichen genetischen Erkrankungen
- Entwicklungsgenetik
- Tumorgenetik
- Neurogenetik
- Chromosomen und Genomstruktur und -funktion
- Therapie genetischer Erkrankungen
- Stammzellen bei menschlichen genetischen Erkrankungen
- Genomweite Assoziationsstudien
- Mäuse und andere Modelle menschlicher Erkrankungen
- Funktionale Genomik
- Computergenomik

Der Impact Factor lag im Jahr 2016 bei 5,340. Nach der Statistik des ISI Web of Knowledge wird das Journal mit diesem Impact Factor in der Kategorie Biochemie und Molekularbiologie an 32. Stelle von 289 und in der Kategorie Genetik und Vererbung an 17. Stelle von 167 Zeitschriften geführt.
Chefherausgeber ist  Charis Eng, Cleveland Clinic, Cleveland, Ohio, Vereinigte Staaten von Amerika.